# Llista de participants al Tour de França de 2009
En el Tour de França de 2009, 96a edició del Tour de França, hi van prendre part vint. equips. Van sortir 180 ciclistes dels quals 145 van acabar la cursa.

## Llista de participants
Nota: R retirat, NP no surt, FT fora de control.
| Cervélo Test Team                  | Cervélo Test Team                  | Cervélo Test Team                  | Team Columbia-HTC               | Team Columbia-HTC               | Team Columbia-HTC               | Bbox Bouygues Telecom     | Bbox Bouygues Telecom     | Bbox Bouygues Telecom     |
| ---------------------------------- | ---------------------------------- | ---------------------------------- | ------------------------------- | ------------------------------- | ------------------------------- | ------------------------- | ------------------------- | ------------------------- |
| 1                                  | Carlos Sastre                      | 17º                                | 71                              | Mark Cavendish                  | 131º                            | 141                       | Thomas Voeckler           | 67º                       |
| 2                                  | Íñigo Cuesta                       | 87º                                | 72                              | Bernhard Eisel                  | 150º                            | 142                       | Yukiya Arashiro           | 129º                      |
| 3                                  | José Á. Gómez Marchante            | R 17ª                              | 73                              | Bert Grabsch                    | 134º                            | 143                       | William Bonnet            | 128º                      |
| 4                                  | Volodymir Gustov                   | 45°                                | 74                              | George Hincapie                 | 19º                             | 144                       | Pierrick Fédrigo          | 56º                       |
| 5                                  | Heinrich Haussler                  | 97º                                | 75                              | Tony Martin                     | 36º                             | 145                       | Saïd Haddou               | 143º                      |
| 6                                  | Thor Hushovd                       | 106º                               | 76                              | Kim Kirchen                     | 57º                             | 146                       | Laurent Lefèvre           | 42º                       |
| 7                                  | Andreas Klier                      | 155º                               | 77                              | Maxime Monfort                  | 28º                             | 147                       | Alexandre Pichot          | 117º                      |
| 8                                  | Brett Lancaster                    | 127º                               | 78                              | Mark Renshaw                    | 149º                            | 148                       | Pierre Rolland            | 22º                       |
| 9                                  | Hayden Roulston                    | 79º                                | 79                              | Michael Rogers                  | 103º                            | 149                       | Yuri Trofímov             | 47º                       |
| Manager: Jean-Paul van Poppel      | Manager: Jean-Paul van Poppel      | Manager: Jean-Paul van Poppel      | Manager: Brian Holm             | Manager: Brian Holm             | Manager: Brian Holm             | Manager: Didier Rous      | Manager: Didier Rous      | Manager: Didier Rous      |
| Silence-Lotto                      | Silence-Lotto                      | Silence-Lotto                      | Ag2r La Mondiale                | Ag2r La Mondiale                | Ag2r La Mondiale                | Quick Step                | Quick Step                | Quick Step                |
| 11                                 | Cadel Evans                        | 30º                                | 81                              | Vladímir Iefimkin               | R 15ª                           | 151                       | Sylvain Chavanel          | 20º                       |
| 12                                 | Mickaël Delage                     | 101º                               | 82                              | José Luis Arrieta               | 81º                             | 152                       | Carlos Barredo            | 63º                       |
| 13                                 | Sebastian Lang                     | 76º                                | 83                              | Cyril Dessel                    | R 17ª                           | 153                       | Tom Boonen                | NP 15ª                    |
| 14                                 | Matthew Lloyd                      | 46º                                | 84                              | Hubert Dupont                   | 153º                            | 154                       | Steven de Jongh           | 153º                      |
| 15                                 | Staf Scheirlinckx                  | 123º                               | 85                              | Stéphane Goubert                | 16º                             | 155                       | Stijn Devolder            | 83º                       |
| 16                                 | Greg Van Avermaet                  | 89º                                | 86                              | Lloyd Mondory                   | 133º                            | 156                       | Jérôme Pineau             | 88º                       |
| 17                                 | Jurgen Van Den Broeck              | 15º                                | 87                              | Rinaldo Nocentini               | 14º                             | 157                       | Sébastien Rosseler        | 104º                      |
| 18                                 | Johan Vansummeren                  | 93º                                | 88                              | Christophe Riblon               | 82º                             | 158                       | Matteo Tosatto            | 114º                      |
| 19                                 | Charles Wegelius                   | 59º                                | 89                              | Nicolas Roche                   | 23º                             | 159                       | Jurgen Van De Walle       | NP 3ª                     |
| Manager: Herman Frison             | Manager: Herman Frison             | Manager: Herman Frison             | Manager: Vincent Lavenu         | Manager: Vincent Lavenu         | Manager: Vincent Lavenu         | Manager: Wilfried Peeters | Manager: Wilfried Peeters | Manager: Wilfried Peeters |
| Astana                             | Astana                             | Astana                             | Liquigas                        | Liquigas                        | Liquigas                        | Team Katusha              | Team Katusha              | Team Katusha              |
| 21                                 | Alberto Contador                   | 1º                                 | 91                              | Franco Pellizotti               | 37º                             | 161                       | Vladímir Karpets          | 13º                       |
| 22                                 | Lance Armstrong                    | 3º                                 | 92                              | Daniele Bennati                 | 135º                            | 162                       | Filippo Pozzato           | 100º                      |
| 23                                 | Andreas Klöden                     | 6º                                 | 93                              | Roman Kreuziger                 | 9º                              | 163                       | Aleksandr Botxarov        | 18º                       |
| 24                                 | Levi Leipheimer                    | NP 13ª                             | 94                              | Aleksandr Kuschynski            | 92º                             | 164                       | Joan Horrach              | 74º                       |
| 25                                 | Dmitriy Muravyev                   | 148º                               | 95                              | Vincenzo Nibali                 | 7º                              | 165                       | Serguei Ivanov            | 40º                       |
| 26                                 | Sérgio Paulinho                    | 35º                                | 96                              | Fabio Sabatini                  | 147º                            | 166                       | Mikhaïl Ignàtiev          | 140º                      |
| 27                                 | Yaroslav Popovych                  | 41º                                | 97                              | Brian Vandborg                  | 116º                            | 167                       | Danilo Napolitano         | FT 9ª                     |
| 28                                 | Grégory Rast                       | 138º                               | 98                              | Alessandro Vanotti              | 120º                            | 168                       | Nikolay Trusov            | 122º                      |
| 29                                 | Haimar Zubeldia                    | 27º                                | 99                              | Frederik Willems                | 86º                             | 169                       | Stijn Vandenbergh         | 96º                       |
| Manager: Johan Bruyneel            | Manager: Johan Bruyneel            | Manager: Johan Bruyneel            | Manager: Mario Scirea           | Manager: Mario Scirea           | Manager: Mario Scirea           | Manager: Serge Parsani    | Manager: Serge Parsani    | Manager: Serge Parsani    |
| Team Saxo Bank                     | Team Saxo Bank                     | Team Saxo Bank                     | Française des Jeux              | Française des Jeux              | Française des Jeux              | Agritubel                 | Agritubel                 | Agritubel                 |
| 31                                 | Andy Schleck                       | 2º                                 | 101                             | Sandy Casar                     | 12º                             | 171                       | Christophe Moreau         | 29º                       |
| 32                                 | Kurt Asle Arvesen                  | NP 11ª                             | 102                             | Jérôme Coppel                   | R 12ª                           | 172                       | Maxime Bouet              | 70º                       |
| 33                                 | Fabian Cancellara                  | 91º                                | 103                             | Anthony Geslin                  | 119º                            | 173                       | Sylvain Calzati           | 55º                       |
| 34                                 | Gustav Larsson                     | 50º                                | 104                             | Yauheni Hutarovich              | 156º                            | 174                       | Brice Feillu              | 25º                       |
| 35                                 | Stuart O'Grady                     | 124º                               | 105                             | Sébastien Joly                  | R 7ª                            | 175                       | Romain Feillu             | R 12ª                     |
| 36                                 | Fränk Schleck                      | 5º                                 | 106                             | Christophe Le Mével             | 10º                             | 176                       | Eduardo Gonzalo           | R 8ª                      |
| 37                                 | Chris Anker Sørensen               | 36º                                | 107                             | Jérémy Roy                      | 48º                             | 177                       | David Le Lay              | R 8ª                      |
| 38                                 | Nicki Sørensen                     | 31º                                | 108                             | Benoît Vaugrenard               | 142º                            | 178                       | Geoffroy Lequatre         | 64º                       |
| 39                                 | Jens Voigt                         | R 16ª                              | 109                             | Jussi Veikkanen                 | 108º                            | 179                       | Nicolas Vogondy           | 68º                       |
| Manager: Kim Andersen              | Manager: Kim Andersen              | Manager: Kim Andersen              | Manager: Martial Gayant         | Manager: Martial Gayant         | Manager: Martial Gayant         | Manager: Emmanuel Hubert  | Manager: Emmanuel Hubert  | Manager: Emmanuel Hubert  |
| Rabobank                           | Rabobank                           | Rabobank                           | Caisse d'Epargne                | Caisse d'Epargne                | Caisse d'Epargne                | Team Milram               | Team Milram               | Team Milram               |
| 41                                 | Denís Ménxov                       | 51º                                | 111                             | Óscar Pereiro                   | R 8ª                            | 181                       | Linus Gerdemann           | 24º                       |
| 42                                 | Stef Clement                       | 118º                               | 112                             | David Arroyo                    | 69º                             | 182                       | Gerald Ciolek             | 126º                      |
| 43                                 | Juan Antonio Flecha                | 102º                               | 113                             | Rui Costa                       | NP 12ª                          | 183                       | Markus Fothen             | 125º                      |
| 44                                 | Óscar Freire                       | 99º                                | 114                             | Arnaud Coyot                    | 115º                            | 184                       | Johannes Fröhlinger       | 78º                       |
| 45                                 | Juan Manuel Gárate                 | 62º                                | 115                             | José Iván Gutiérrez             | 71º                             | 185                       | Christian Knees           | 21º                       |
| 46                                 | Robert Gesink                      | NP 6ª                              | 116                             | Luis Pasamontes                 | 39º                             | 186                       | Niki Terpstra             | 152º                      |
| 47                                 | Grischa Niermann                   | 54º                                | 117                             | José Joaquín Rojas              | 84º                             | 187                       | Peter Velits              | 32º                       |
| 48                                 | Joost Posthuma                     | 73º                                | 118                             | Luis León Sánchez               | 26º                             | 188                       | Fabian Wegmann            | 137º                      |
| 49                                 | Laurens ten Dam                    | 60º                                | 119                             | Rigoberto Urán                  | 52º                             | 189                       | Peter Wrolich             | NP 13ª                    |
| Manager: Erik Breukink             | Manager: Erik Breukink             | Manager: Erik Breukink             | Manager: Yvon Ledanois          | Manager: Yvon Ledanois          | Manager: Yvon Ledanois          | Manager: Christian Henn   | Manager: Christian Henn   | Manager: Christian Henn   |
| Garmin-Slipstream                  | Garmin-Slipstream                  | Garmin-Slipstream                  | Cofidis                         | Cofidis                         | Cofidis                         | Skil-Shimano              | Skil-Shimano              | Skil-Shimano              |
| 51                                 | Christian Vande Velde              | 8º                                 | 121                             | David Moncoutié                 | 58º                             | 191                       | Cyril Lemoine             | 144º                      |
| 52                                 | Julian Dean                        | 121º                               | 122                             | Stéphane Augé                   | 136º                            | 192                       | Fumiyuki Beppu            | 112º                      |
| 53                                 | Tyler Farrar                       | 151º                               | 123                             | Samuel Dumoulin                 | 139º                            | 193                       | Simon Geschke             | 113º                      |
| 54                                 | Ryder Hesjedal                     | 49º                                | 124                             | Leonardo Duque                  | 94º                             | 194                       | Jonathan Hivert           | 154º                      |
| 55                                 | Martijn Maaskant                   | 98º                                | 125                             | Bingen Fernández                | 105º                            | 195                       | Thierry Hupond            | 90°                       |
| 56                                 | David Millar                       | 85º                                | 126                             | Christophe Kern                 | 75º                             | 196                       | Koen de Kort              | 111º                      |
| 57                                 | Danny Pate                         | 141º                               | 127                             | Sébastien Minard                | 38º                             | 197                       | Piet Rooijakkers          | R 4ª                      |
| 58                                 | Bradley Wiggins                    | 4º                                 | 128                             | Amaël Moinard                   | 65º                             | 198                       | Albert Timmer             | 130º                      |
| 59                                 | David Zabriskie                    | 77º                                | 129                             | Rémi Pauriol                    | 43º                             | 199                       | Kenny van Hummel          | R 17ª                     |
| Manager: Matthew White             | Manager: Matthew White             | Manager: Matthew White             | Manager: Francis Van Londersele | Manager: Francis Van Londersele | Manager: Francis Van Londersele | Manager: Rudi Kemna       | Manager: Rudi Kemna       | Manager: Rudi Kemna       |
| Euskaltel-Euskadi                  | Euskaltel-Euskadi                  | Euskaltel-Euskadi                  | Lampre-N.G.C.                   | Lampre-N.G.C.                   | Lampre-N.G.C.                   |                           |                           |                           |
| 61                                 | Mikel Astarloza                    | 11º                                | 131                             | Alessandro Ballan               | 95º                             |                           |                           |                           |
| 62                                 | Igor Antón                         | 66º                                | 132                             | Marco Bandiera                  | 145º                            |                           |                           |                           |
| 63                                 | Egoi Martínez                      | 44º                                | 133                             | Marzio Bruseghin                | 80º                             |                           |                           |                           |
| 64                                 | Juan José Oroz                     | 107º                               | 134                             | Angelo Furlan                   | R 12ª                           |                           |                           |                           |
| 65                                 | Alan Pérez                         | FT 19ª                             | 135                             | David Loosli                    | 53º                             |                           |                           |                           |
| 66                                 | Rubén Pérez                        | 72º                                | 136                             | Daniele Righi                   | 110º                            |                           |                           |                           |
| 67                                 | Amets Txurruka                     | FT 19ª                             | 137                             | Mauro Santambrogio              | 132º                            |                           |                           |                           |
| 68                                 | Gorka Verdugo                      | 61º                                | 138                             | Marcin Sapa                     | 146º                            |                           |                           |                           |
| 69                                 | Koldo Fernández                    | FT 8ª                              | 139                             | Simon Špilak                    | 109º                            |                           |                           |                           |
| Manager: Igor González de Galdeano | Manager: Igor González de Galdeano | Manager: Igor González de Galdeano | Manager: Fabrizio Bontempi      | Manager: Fabrizio Bontempi      | Manager: Fabrizio Bontempi      |                           |                           |                           |